# Jawand (huyện)
Jawand là một huyện thuộc tỉnh Badghis, Afghanistan. Dân số thời điểm năm 1999 là 53,089 người.